# Mercedes-Benz Classe CLS
Pour un article plus général, voir Liste des véhicules Mercedes-Benz.
Pour les articles homonymes, voir CLS.
La Mercedes-Benz Classe CLS est une gamme d'automobile routière luxueuse du constructeur allemand Mercedes-Benz. Elle a été lancée en 2004 (Type 219) et renouvelée en 2010 (Type 218), puis en 2018 (Type 257).
Selon son constructeur, la CLS lançait le principe du Coupé 4 portes, ce qui constitue davantage un argument commercial qu'une vérité. En effet, la CLS, bien que basse de ligne, demeure incontestablement une berline. Ensuite, si l'on admet qu'il s'agit bien d'un coupé 4 portes, il y a d'autres exemples dans l'histoire, et notamment la Rover P5 Coupé lancée en 1962 et qui comptait également 4 portes.
Elle est située entre les routières Classe E et les berlines luxueuses Classe S.

## Historique
La Classe CLS de Mercedes-Benz, se décline en trois générations. La Classe CLS n'a aucun précurseur hormis les prototypes et concepts-cars.

### Résumé de la Classe CLS
| Générations               | Production          | Dérivés de chez Mercedes-Benz | Modèles similaires |
| ------------------------- | ------------------- | ----------------------------- | ------------------ |
| C219 (2004 - 2010)        | 170 000 exemplaires |                               |                    |
| C218 ; X218 (2011 - 2018) |                     |                               |                    |
| C257 (2018 - 2023)        |                     |                               |                    |

### Avant la Classe CLS

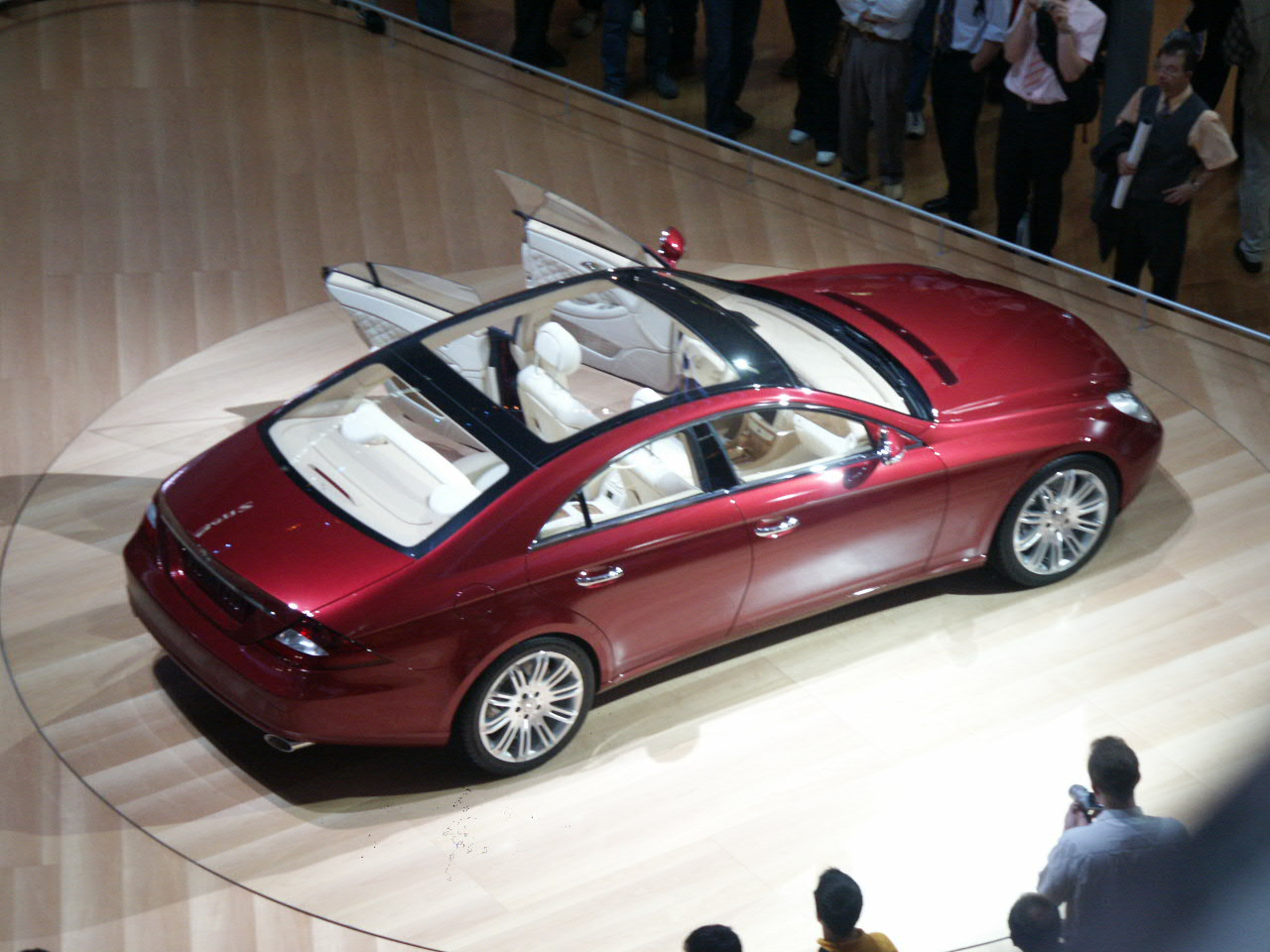
Vision CLS.

- Mercedes-Benz Vision CLS : concept-car de berline coupé 4 portes présenté en 2003.

## 1regénération - Type 219(2004 - 2010)
La Mercedes-Benz Classe CLS Type 219 a été produite de 2004 à 2010.
Elle a connu le succès, notamment grâce à cette ligne insolite mais aussi par des capacités dynamiques très intéressantes. Aux États-Unis, les ventes sont toutefois toujours restées très loin de celles de la Classe E. La CLS était dotée, dès son lancement, du nouveau V6 3.5 essence de 272 ch apparu sur le SLK, et du V8 5.0 de 306 ch connu de nombreuses Mercedes (Classe E, S, G, ML, R, CLK, CL, SL).

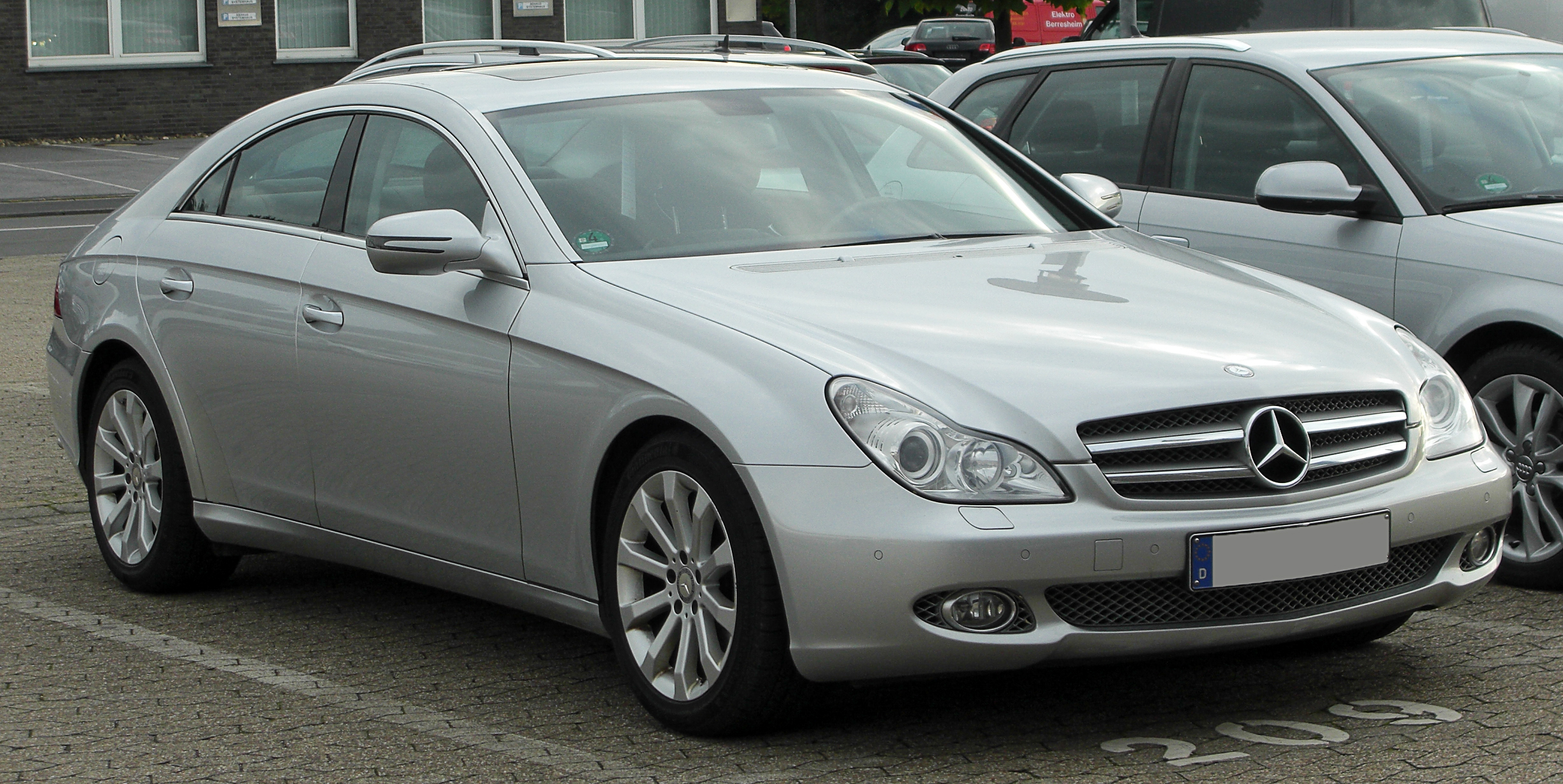
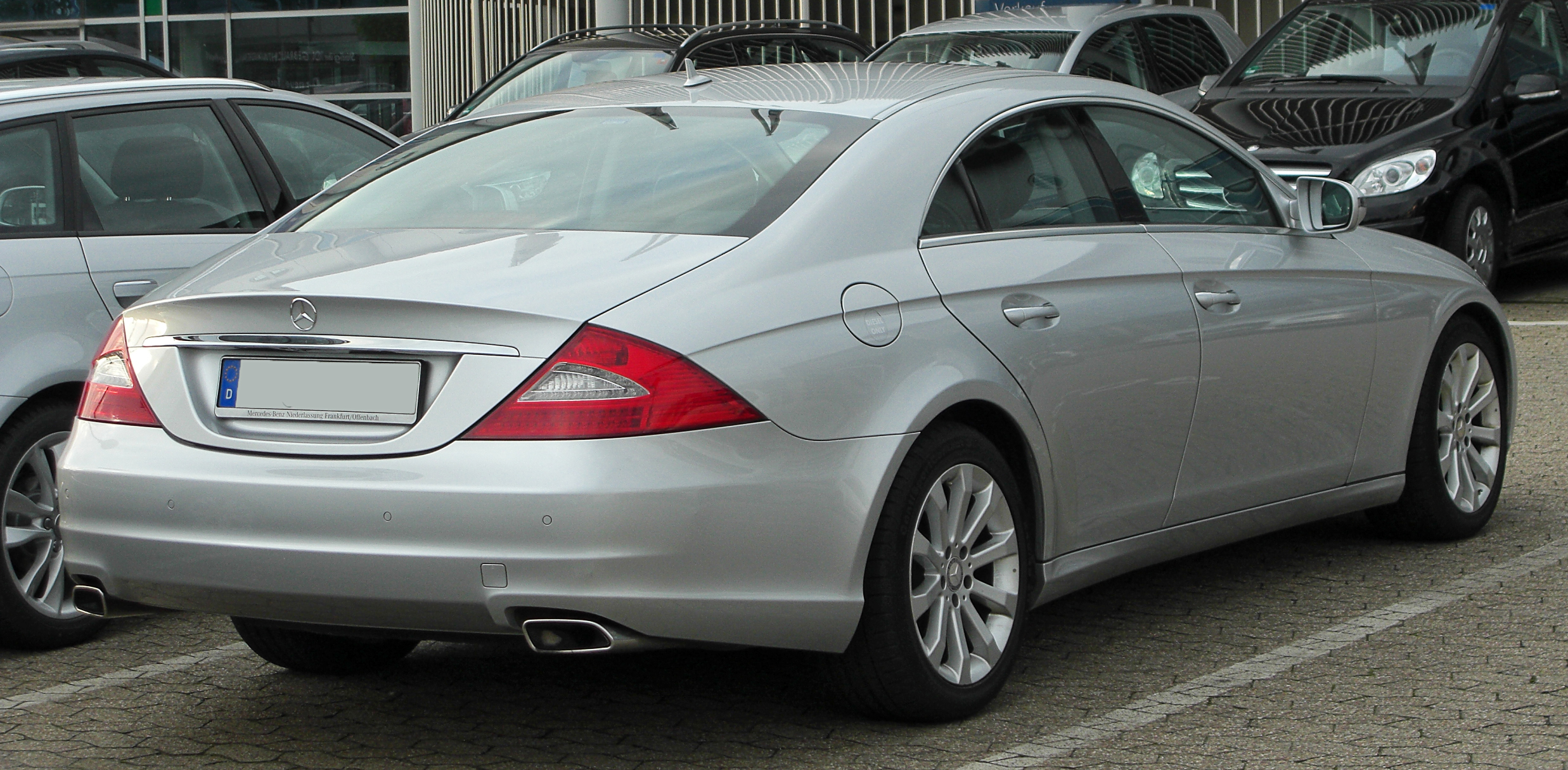

### Phase 1
Elle est produite de 2004 à 2008.

### Phase 2
Elle est produite de 2008 à 2010.

### Versions spécifiques

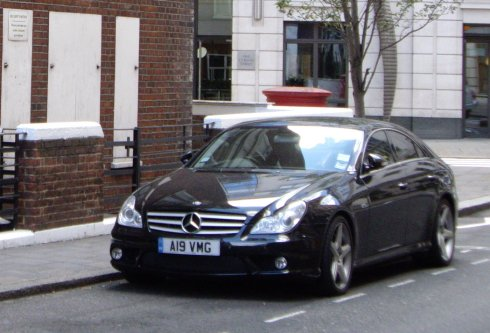

- C219 - AMG : versions sportives de la Classe CLS.
- CLS 55 AMG (2004 - 2010) : moteur d'une puissance de 476 chevaux et 700nm de couple
- CLS 63 AMG (2004 - 2010) : moteur d'une puissance de 514 chevaux et 630nm de couple

## 2egénération - Type 218(2011 - 2018)
La Mercedes-Benz Classe CLS Type 218 a été produite de 2011 à 2018.
Six ans après, la CLS s'offre une seconde génération pour faire face à une nouvelle concurrence (Audi A7 et autre BMW Série 6 Gran Coupé). Cette dernière a été présentée pour la première fois dans sa version définitive au Mondial de l'automobile de Paris 2010 et s'inspire grandement du Mercedes-Benz Shooting Break Concept dévoilé en avril 2010 au Salon de l'automobile de Pékin. Selon les informations constructeur, les dimensions de la CLS sont quasiment les mêmes avec une longueur de 4,94 mètres (+3 cm), une largeur de 1,881 mètre et une hauteur de 1,416 mètre. Au niveau motorisations par contre, les différences sont plus notables avec notamment la nouvelle génération des diesels BlueEfficiency encore plus sobres et performants.
En 2012, la marque sort la CLS Shooting Brake. Cette variante offre un coffre luxueux et spacieux. Il existe aussi une version AMG pour ce modèle, dotée d'un moteur V8 5.5 litres bi-turbo (525 chevaux et l’accélération 0-100 en 4,4 secondes).
En 2014, le CLS passe par la case restylage. L'avant adopte la nouvelle calandre ainsi que la nouvelle signature lumineuse de Mercedes.

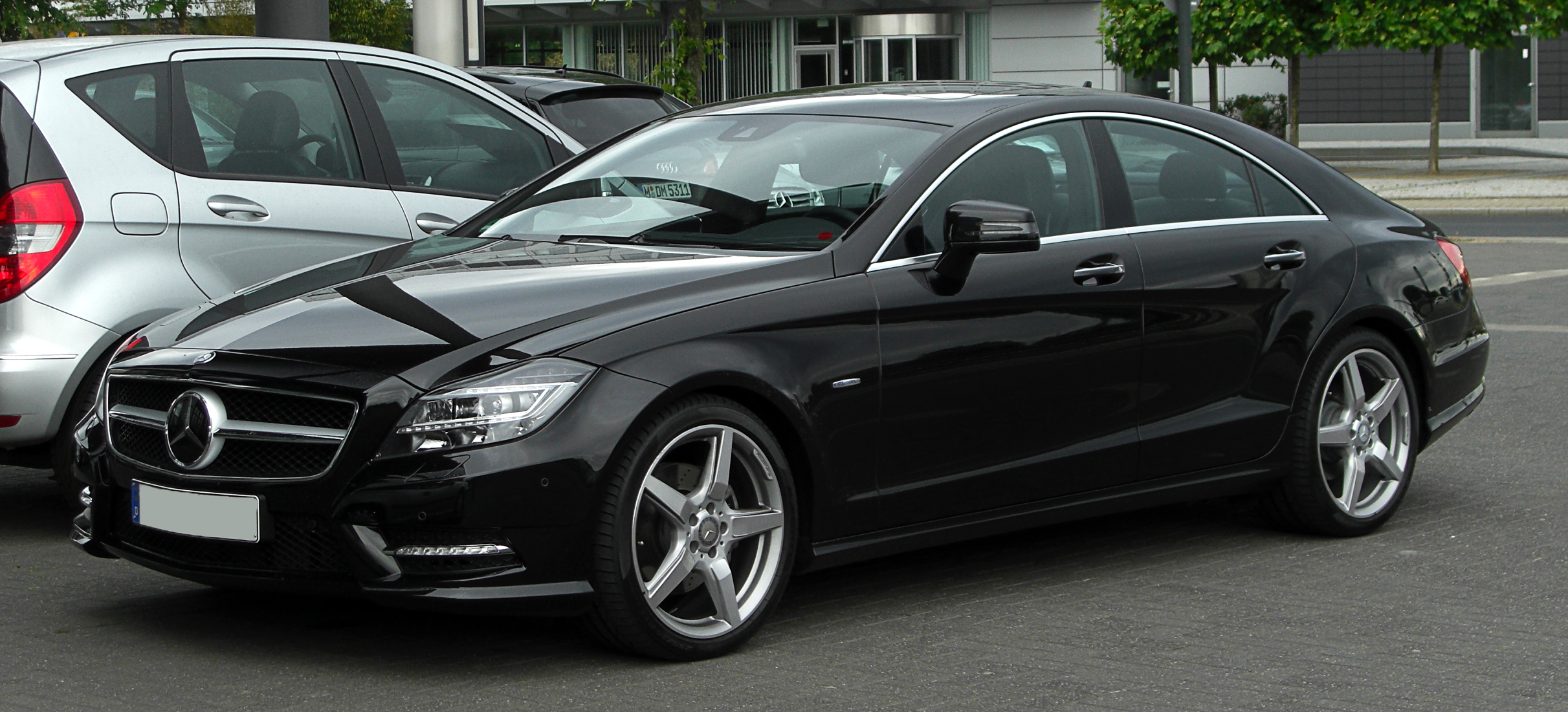
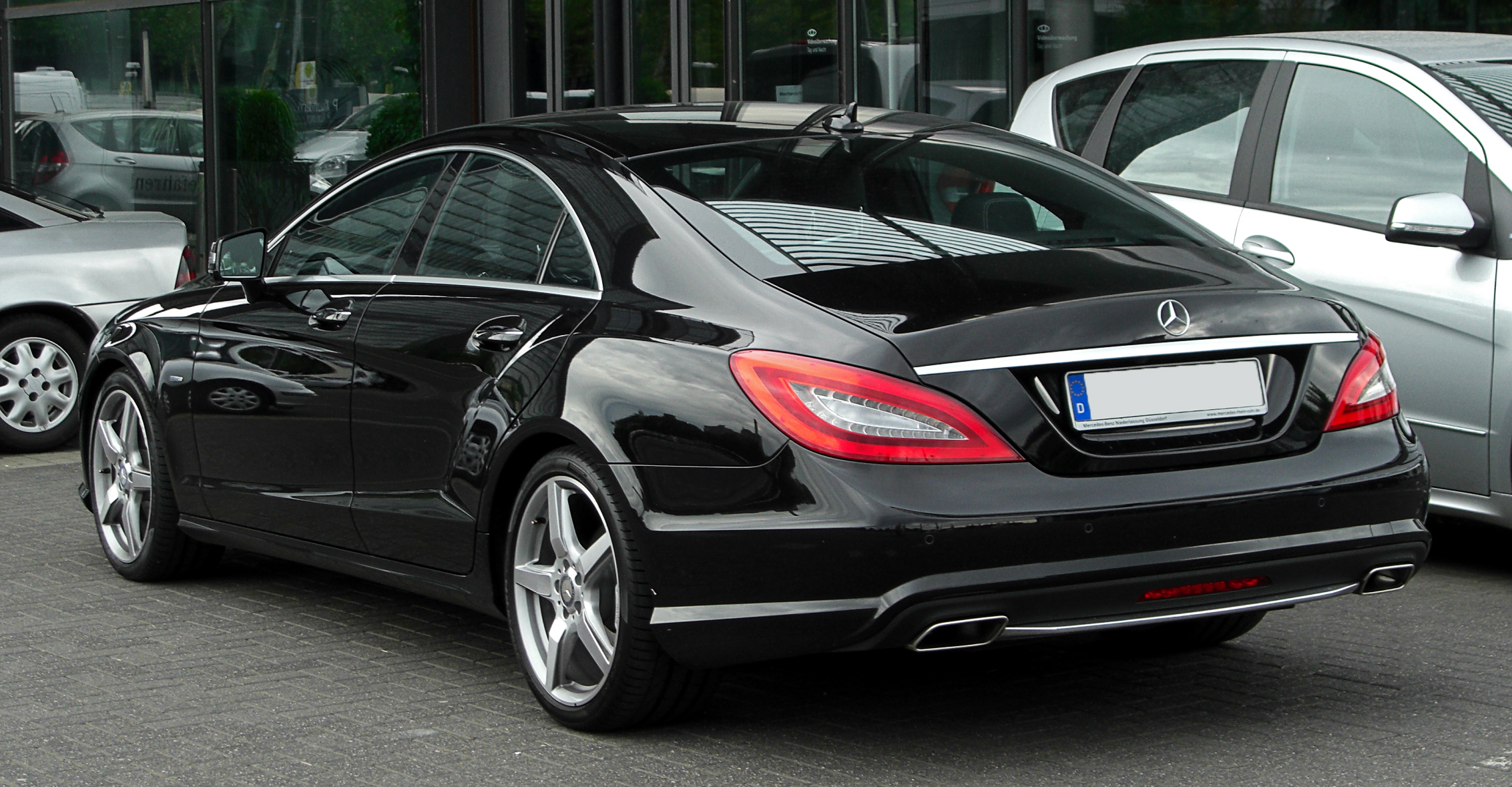

### Phase 1
Elle est produite de 2011 à 2014.

### Phase 2
Elle est produite de 2014 à 2018.

### Les différentes carrosseries

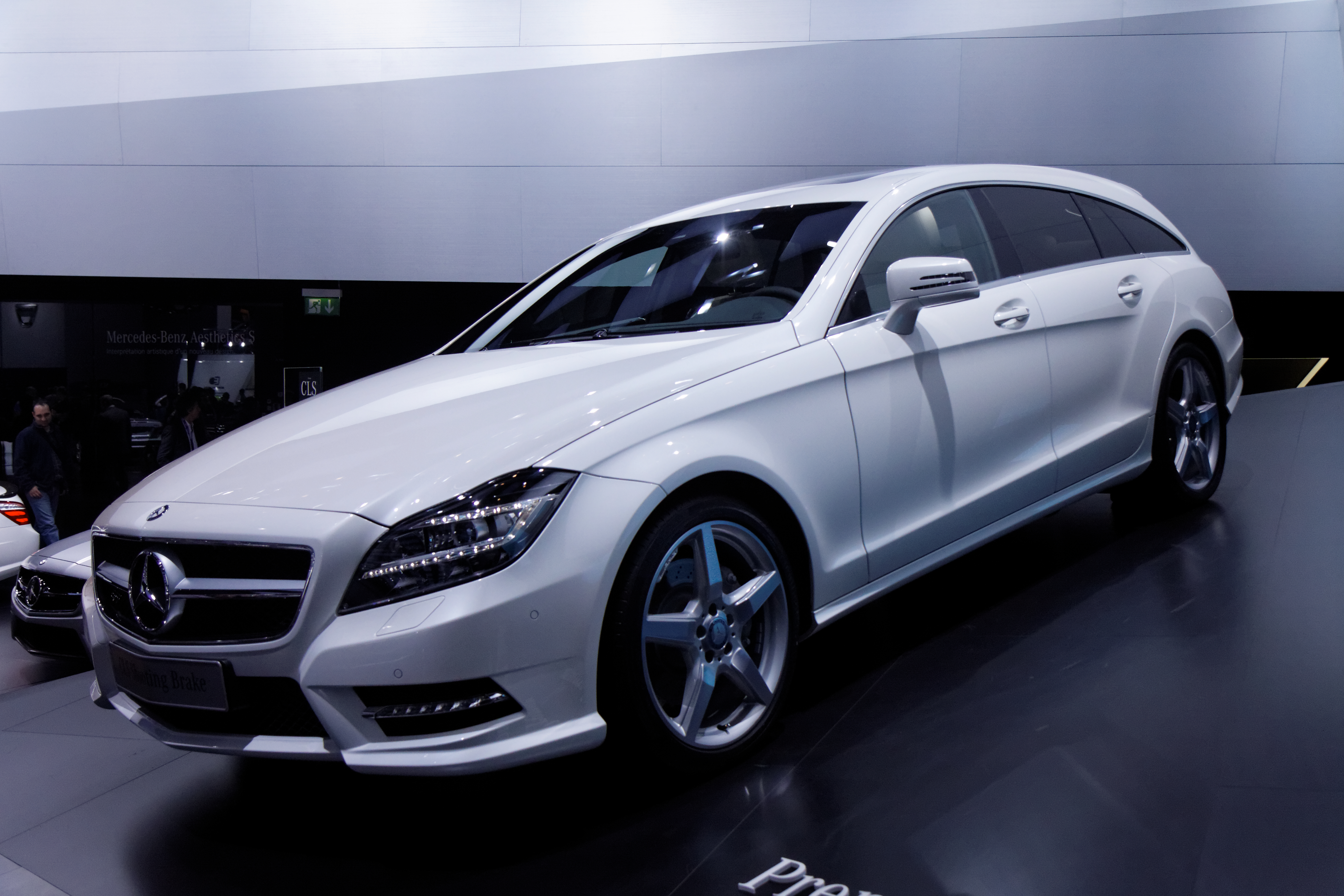
Mercedes-Benz X218.

- Berline coupé (C218) : carrosserie standard de la gamme.
- Berline shooting-break (X218) : déclinaison shooting-break de la Mercedes-Benz C218 de base.

### Versions spécifiques

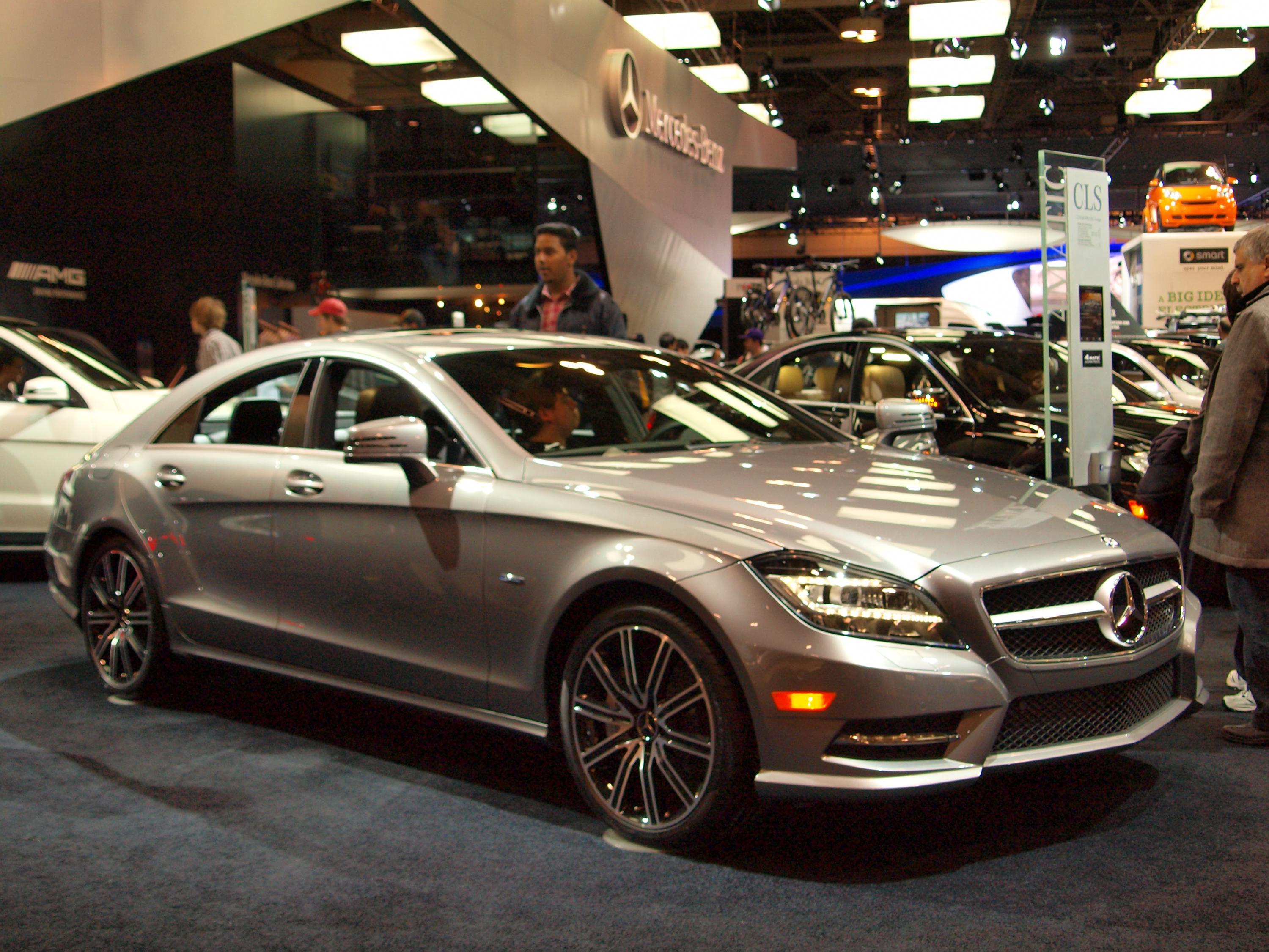

- C218 - AMG : versions sportives de la Classe CLS.
- CLS 63 AMG (2011 - 2018) : moteur d'une puissance de 525 chevaux disposant du V8 5.5 M157 et d’une boîte à 7 rapports.
- CLS 63-S AMG  (2014 - 2018) : moteur d'une puissance de 585 chevaux.

## 3egénération - Type 257(2018 - 2023)
La Mercedes-Benz Classe CLS Type 257 a été présenté le 29 novembre 2017, à l'aube du salon de l'automobile de Los Angeles. On retrouve le dessin du célèbre coupé 4 portes mais avec le nouveau style imposé par la marque. Elle est commercialisée depuis mars 2018 et remplace la précédente Classe CLS, la 218.

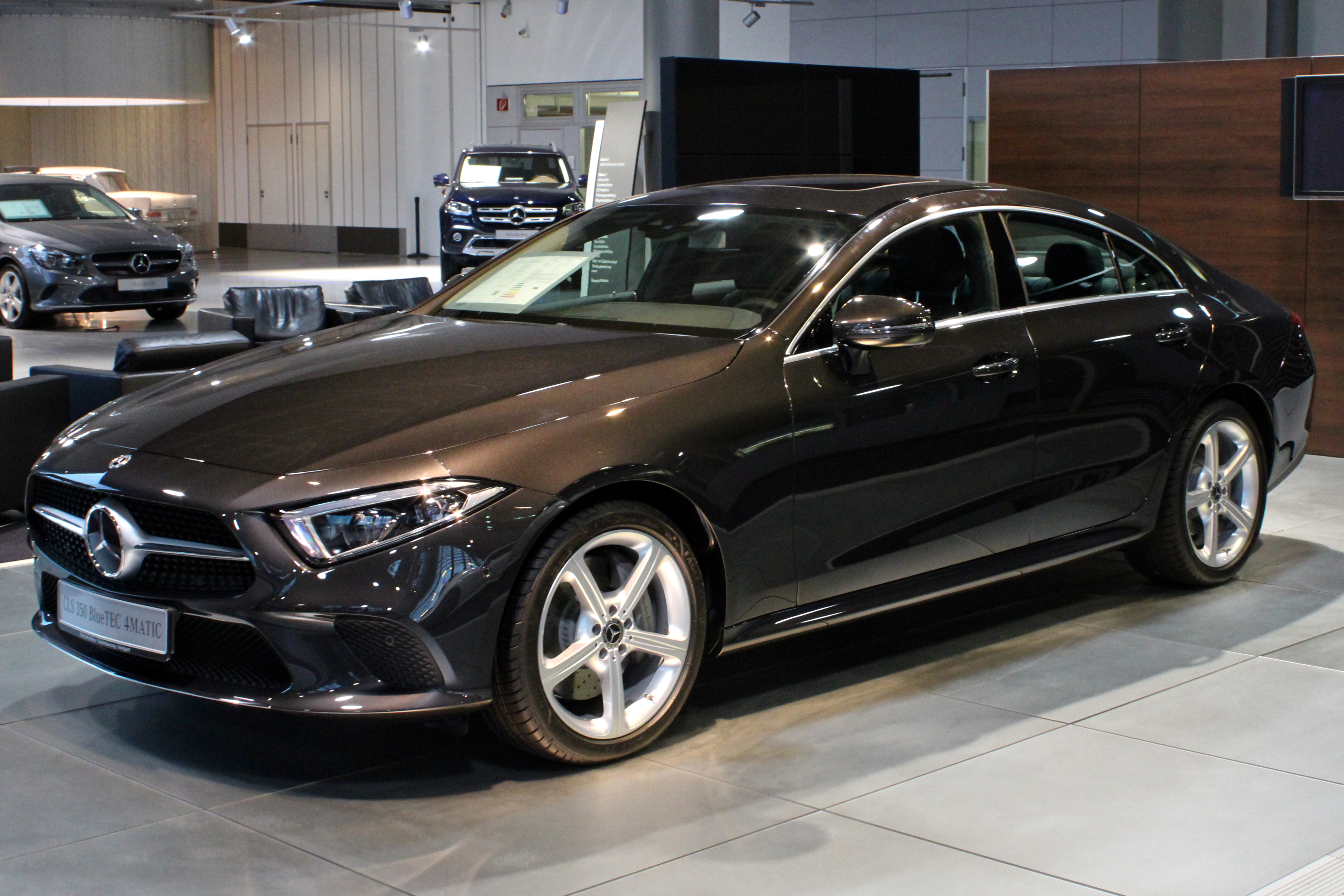
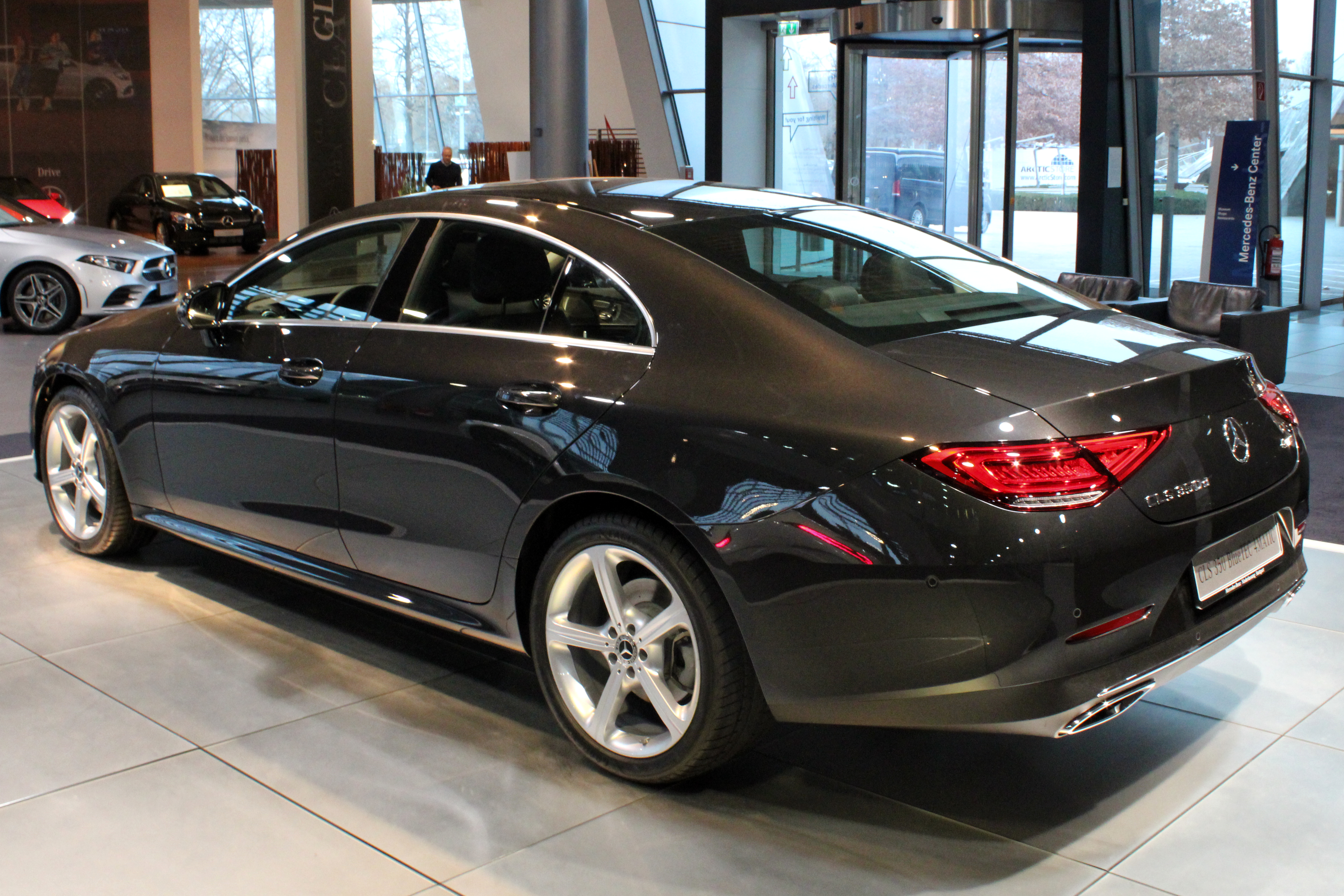
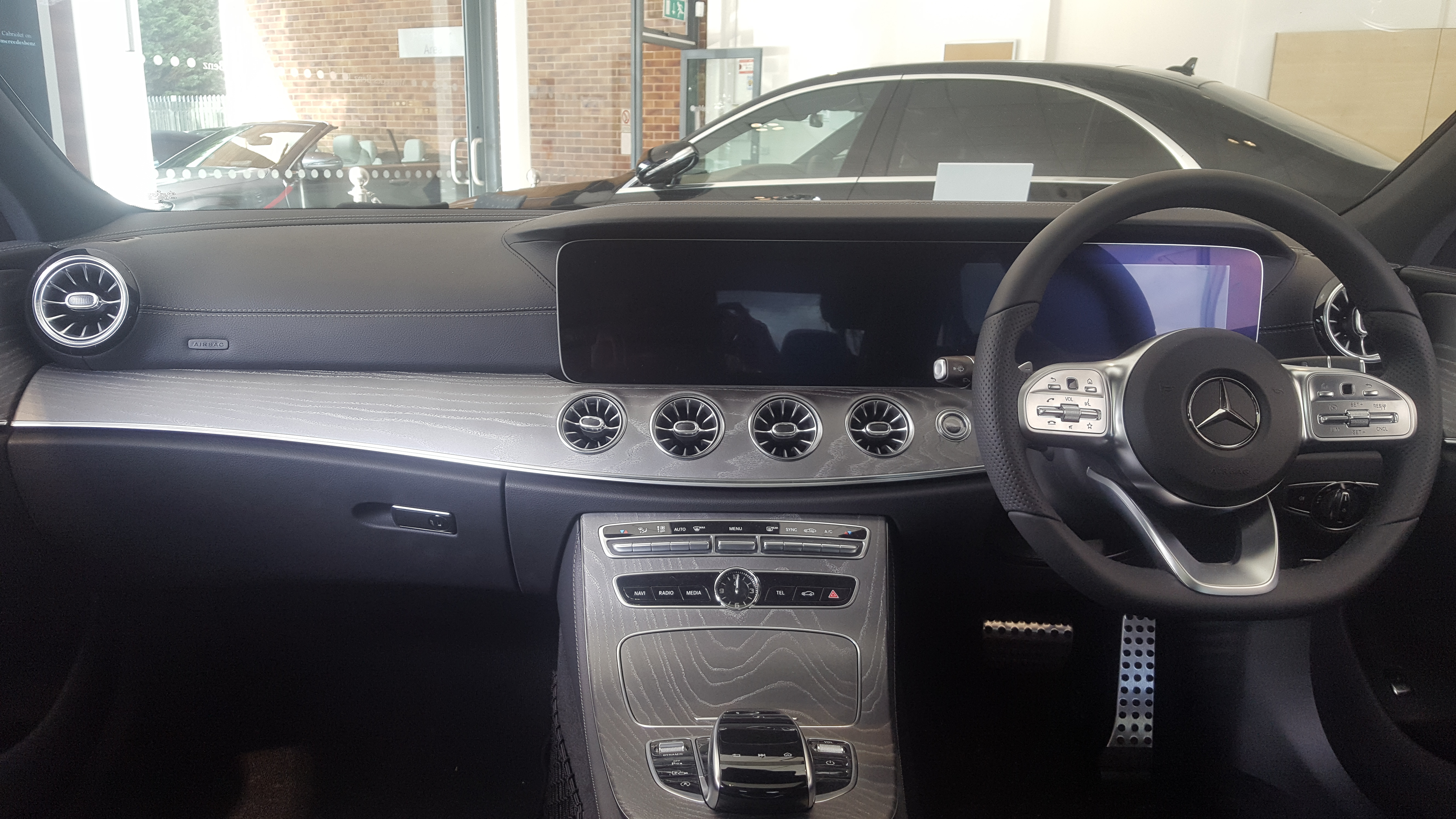

### Phase 1
Elle est produite de 2018 à 2021.

### Phase 2
Elle est produite de 2021 à 2023.

### Caractéristiques
L’instrumentation est 100 % numérique avec un double écran « Widescreen cockpit » de 12,3 pouces et un système multimédia MBUX.
Motorisations
Au lancement, la Classe CLS reçoit deux moteurs diesel et un essence :
| Logo de Mercedes-Benz       | Essence               | Essence               | Diesel                | Diesel                |
| Logo de Mercedes-Benz       | CLS 450               | CLS 53 AMG            | CLS 400d              | CLS 350d              |
| --------------------------- | --------------------- | --------------------- | --------------------- | --------------------- |
| Type de moteur              | 6 cylindres en ligne  | 6 cylindres en ligne  | 6 cylindres en ligne  | 6 cylindres en ligne  |
| Cylindrée                   | 2 999 cm3             | 2 999 cm3             | 2 925 cm3             | 2 925 cm3             |
| Puissance                   | 367 ch                | 435 ch                | 340 ch                | 286 ch                |
| Couple maxi                 | 500 N m               | 520 N m               | 700 N m               | 600 N m               |
| Boîte de vitesses           | Automatique 9G-tronic | Automatique 9G-tronic | Automatique 9G-tronic | Automatique 9G-tronic |
| Transmission                | Intégrale 4MATIC      | Intégrale 4MATIC      | Intégrale 4MATIC      | Intégrale 4MATIC      |
| Vitesse maximale            | 250 km/h              | 250 / 270 km/h        | 250 km/h              | 250 km/h              |
| Accélération 0 à 100 km/h   | 4,8                   | 4.5                   | 5,0                   | 5,7                   |
| Consommation mixte7         | 7,5 ℓ/100 km          | 9,4 ℓ/100 km          | 5,6 ℓ/100 km          | 5,6 ℓ/100 km          |
| Émissions moyenne de CO2    | g/km                  | g/km                  | g/km                  | g/km                  |
| Norme européenne d'émission | Euro 6                | Euro 6                | Euro 6                | Euro 6                |

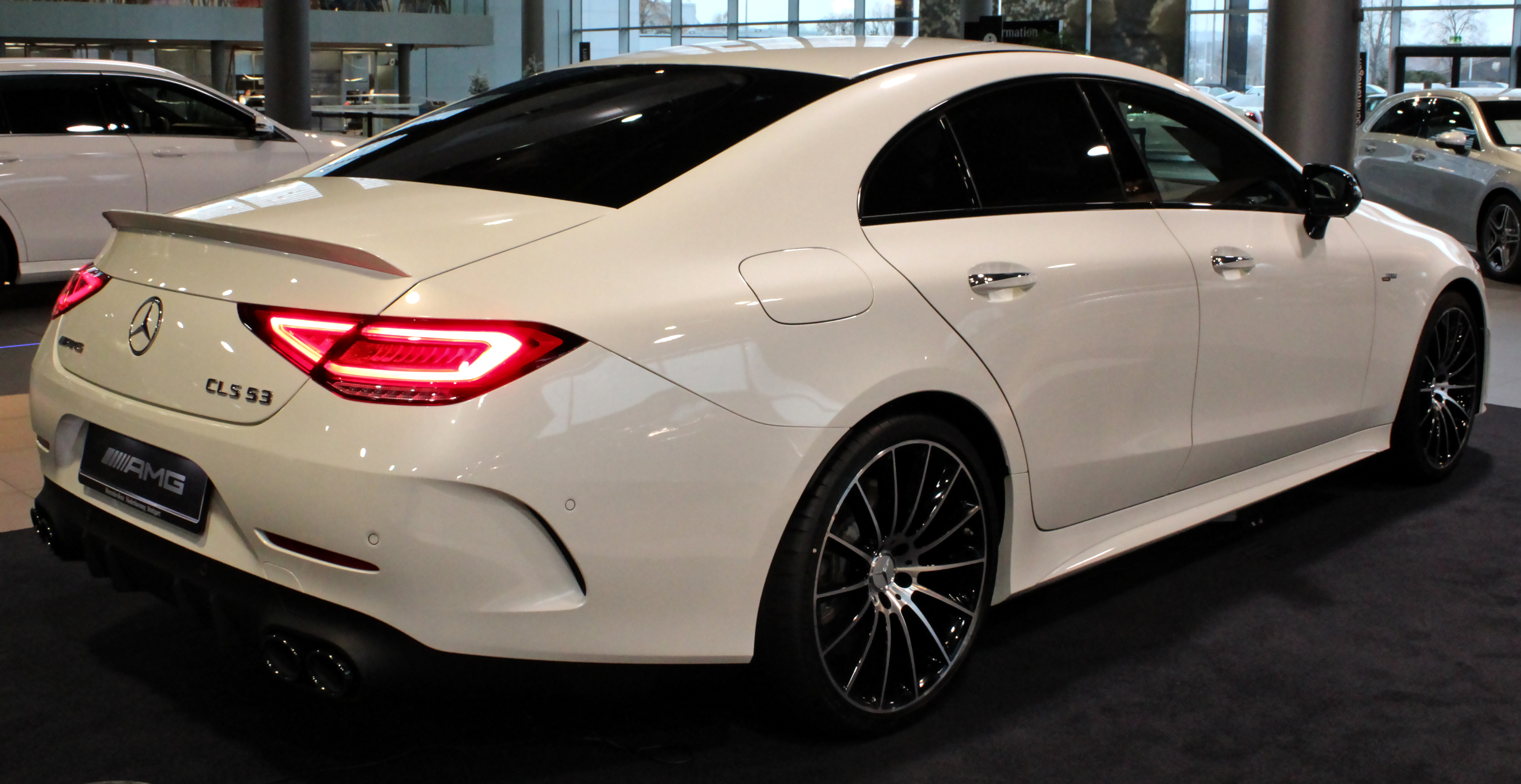
Mercedes-AMG CLS 53.

Le CLS 53 AMG possède un moteur 3.0 L 6 cylindres en ligne de 435 ch.

### Articles externes
- Site officiel